# Oldham Athletic Association Football Club 2016-2017
Questa voce raccoglie le informazioni riguardanti l'Oldham Athletic Association Football Club nelle competizioni ufficiali della stagione 2016-2017.

## Rosa
| N. |                             | Ruolo | Calciatore      |
| -- | --------------------------- | ----- | --------------- |
| 1  | Inghilterra (bandiera)      | P     | Connor Ripley   |
| 2  | Inghilterra (bandiera)      | D     | Josh Law        |
| 3  | Inghilterra (bandiera)      | D     | Jamie Reckord   |
| 4  | Inghilterra (bandiera)      | D     | Brian Wilson    |
| 5  | Australia (bandiera)        | D     | Cameron Burgess |
| 6  | Paesi Bassi (bandiera)      | C     | Marc Klok       |
| 7  | Scozia (bandiera)           | C     | Ryan Flynn      |
| 8  | Inghilterra (bandiera)      | C     | Ollie Banks     |
| 9  | Irlanda del Nord (bandiera) | A     | Billy McKay     |
| 10 | Irlanda del Nord (bandiera) | C     | Carl Winchester |
| 13 | Scozia (bandiera)           | P     | Chris Kettings  |
| 14 | Galles (bandiera)           | A     | Jake Cassidy    |
| 16 | Inghilterra (bandiera)      | D     | Jonathan Burn   |

| N. |                              | Ruolo | Calciatore             |
| -- | ---------------------------- | ----- | ---------------------- |
| 17 | Inghilterra (bandiera)       | D     | Kallum Mantack         |
| 18 | Inghilterra (bandiera)       | A     | Darius Osei            |
| 19 | Scozia (bandiera)            | A     | Lee Erwin              |
| 21 | Galles (bandiera)            | C     | Danny Byrnes           |
| 22 | Filippine (bandiera)         | C     | Luke Woodland          |
| 24 | Francia (bandiera)           | C     | Ousmane Fané           |
| 26 | Inghilterra (bandiera)       | D     | Peter Clarke           |
| 27 | Irlanda del Nord (bandiera)  | D     | Ryan McLaughlin        |
| 28 | Irlanda (bandiera)           | C     | Paul Green             |
| 30 | Antigua e Barbuda (bandiera) | C     | Calaum Jahraldo-Martin |
| 31 | Irlanda (bandiera)           | D     | Charles Dunne          |
|    | Irlanda del Nord (bandiera)  | C     | Cameron Dummigan       |
|    | Nigeria (bandiera)           | A     | Freddie Ladapo         |